# Peter et Rosemary Grant
Peter Raymond Grant, né le 26 octobre 1936, et Barbara Rosemary Grant, née le 8 octobre 1936, sont un couple de chercheurs britanniques en biologie évolutive, professeurs honoraires à l'Université de Princeton.
Ils sont connus pour leurs travaux sur les pinsons de Darwin, des oiseaux qu'ils étudient sur l'île Daphne Mayor dans l'archipel des Galápagos. Entre 1972 et leur retraite, ils ont passé la moitié de chaque année à capturer, étiqueter et collecter des échantillons de sang des pinsons de l'île. Les résultats qu'ils ont obtenus montrent que la sélection naturelle, l'un des piliers de la théorie de l'évolution, peut être observée sur des échelles de temps très courtes, de quelques années à peine. 
En 2005, ils ont obtenu le prix Balzan, en 2009 la médaille Darwin-Wallace et en 2017 la médaille royale.

## Découvertes
Dans le rapport de leur recherche sur les pinsons de Darwin qui dura 30 ans, les Grant ont conclu que l'évolution peut être prédite à court terme en fonction de la sélection et de l'héritabilité des traits étudiés. À long terme en revanche, il est difficile de prédire l'évolution car les effets de l'environnement, qui influenceront directement la direction et la magnitude de la sélection, sont imprédictibles.
Ces conclusions sont basées sur leur observation des Geospiza fortis et Geospiza scandens, sur lesquels ils ont pu observer plusieurs changements de masse et de type de becs à travers les années. Bien que ces changements de trait se produisent de manière aléatoire, la sélection naturelle des phénotypes a pu être observée avec consistance dans les deux espèces. Cette sélection se produisant de manière régulière ou sporadique, directionnelle ou disruptive, en fonction de l'environnement. Selon eux, l'état phénotypique des deux espèces à la fin des 30 ans d'études n'aurait pas pu être prédit au début de celle-ci.  
Entre 1978 et 2010, Rosemary et Peter Grant ont également étudié les chants de Geospiza fortis et Geospiza scandens sur l’île Daphne Mayor. Dans leur étude parue en 2010, les deux chercheurs montrent qu’ils ont observé que le chant de ces deux espèces a changé lorsque Geospiza magnirostris a colonisé l’île en 1983. 
Les chercheurs expliquent cela par le fait que Geospiza magnirostris est une espèce plus agressive et qui chantait à la même fréquence que les deux autres. Ces dernières auraient donc modifié leur chant pour se différencier de Geospiza magnirostris dont la population augmentait de plus en plus. La distinction des chants peut être bénéfique pour éviter que des espèces génétiquement proches se reproduisent ensemble ou pour minimiser les interférences de chant.
Il s’agit cependant d’une étude observationnelle, sans contrôle expérimental, c’est pourquoi l’explication donnée par les deux chercheurs reste une hypothèse.